# Захарово (Байдаровське сільське поселення)
Заха́рово (рос. Захарово) — присілок у складі Нікольського району Вологодської області, Росія. Входить до складу Нікольського сільського поселення.

## Населення
Населення — 31 особа (2010; 44 у 2002).
Національний склад (станом на 2002 рік):
- росіяни — 96 %